# Crysis Warhead
Crysis Warhead – gra komputerowa typu FPS wyprodukowana przez firmę Crytek Budapest i wydana przez Electronic Arts jako samodzielny dodatek do Crysisa. Po raz pierwszy została zademonstrowana przez EA podczas targów E3 w 2008 roku. Działa na ulepszonym i zoptymalizowanym silniku CryEngine 2.
Akcja gry opiera się na tej samej historii co Crysis, jednak toczy się wokół Sierżanta Michaela 'Psycho' Sykesa, jednej z głównych postaci pierwowzoru, prezentując w ten sposób wydarzenia z innej perspektywy.